# La Dispute
La Dispute és un grup estatunidenc de música format l'any 2004 a Michigan. El nom prové de la novel·la La dispute (1744) de Pierre de Marivaux. La música de La Dispute és descrita com post-hardcore i rock experimental amb influències del soul, blues i spoken word. També pot ser descrita com screamo, rock progressiu, post-rock, hardcore melòdic i, alguns cops, grunge.
Són destacables les «paraules parlades» a les cançons, juntament amb lletres complexes i un gran control del cantant (Dreyer) cridant.

## Història
Formada a Michigan el 2004. L'abril del 2006 publicà el seu primer EP, Vancounver, eitat per Friction Records.
La formació va signar el 2008 amb No Sleep Records. L'11 de novembre d'aquell any llançà el seu primer àlbum Somewhere At The Bottom Of The River Between Vega And Altair. El 2008 la formació va llançar Here, Hear, juntament amb Untitiled 7, ambos discs amb la discogràfica Forest Life Records. El novembre d'aquell mateix any va publicar-se Here, Hear II, amb la discogràfica No Sleep Records, i les primeres 300 còpies d'aquest disc van ser regalades.
Here, Hear III va ser presentat independentment al Nadal de 2009 a Bandcamp. Els diners recaptats en les descàrregues van ser donats a l'organització House Comunity Living de Grand Rapids (Michigan). Amb aquesta donació, l'organització va rebre aproximadament 2 mil dòlars el gener del 2010. L'abril i el maig del 2010, La Dispute va girar amb els grups Alexisonfire, Trash talk i Therefore I Am. Amb Touché Amore van llançar un 7" /EP titulat Searching For A Pulse/The Worth Of The World.

## Membres
Membres actuals
- Jordan Dreyer - Cantant, Percussió - des del 2004.[1]
- Corey Stroffolino – Guitarra (2018–present; touring member 2014–2018)
- Chad Sterenberg - Guitarra rítmica, trompeta, sintetitzadors - des del 2006.
- Adam Vass - Baix, guitarra, cors - des del 2006.
- Brad Vanger Lugt - Bateria, teclats, percussió, piano, cors - des del 2004.

Antics membres
- Kevin Whittemore - Guitarrista principal, cors - des del 2004 al 2014.
- Derek Sterenberg - Guitarra rítmica - des del 2004 al 2006.
- Adam Kool - Baix - des del 2004 al 2006.

## Discografia i videografia
EP
- Vancouver (Friction, 2006)
- Untitled 7" (Forest Life, 2008)
- Here, Hear. (Forest Life, 2008)
- Here, Hear II. (No Sleep, 2008)
- Winter Tour Holiday (Independent, 2008)
- Here, Hear III. (Independiente, 2009)
- Searching For A Pulse/The Worth Of The World (Amb Touché Amoré, No Sleep, 2010)
- Never Come Undone (Amb Koji) (No Sleep, 2011)
- Conversations (Independent, 2012)
- Maida Vale Session 2011 (2014)
- Maida Vale Session 2014 (2014)

Àlbums d'estudi
- Somewhere At the Bottom of the River Between Vega and Altair (No Sleep, 2008)
- Wildlife (No Sleep, 2011)
- Rooms of the House (2014)
- Panorama (Epitaph Records, 2019)[2]

Aparicions en compilatoris
- Hardcore, Punk, Etc. (apareix «Said the King to the River» (Demo), 2008)
- Vs. The Earthquake (apareix «Why It Scares Me» en viu, 2011)

Videografia
- "Such Small Hands" (2009)
- "Edit Your Hometown" (2011)
- "Woman (Reading)" (2014)
- "Rose Quartz / Fulton Street I" (2018)
- "Footsteps at The Pond" (2019)
- "Anxiety Panorama" (2019)